# Loganair

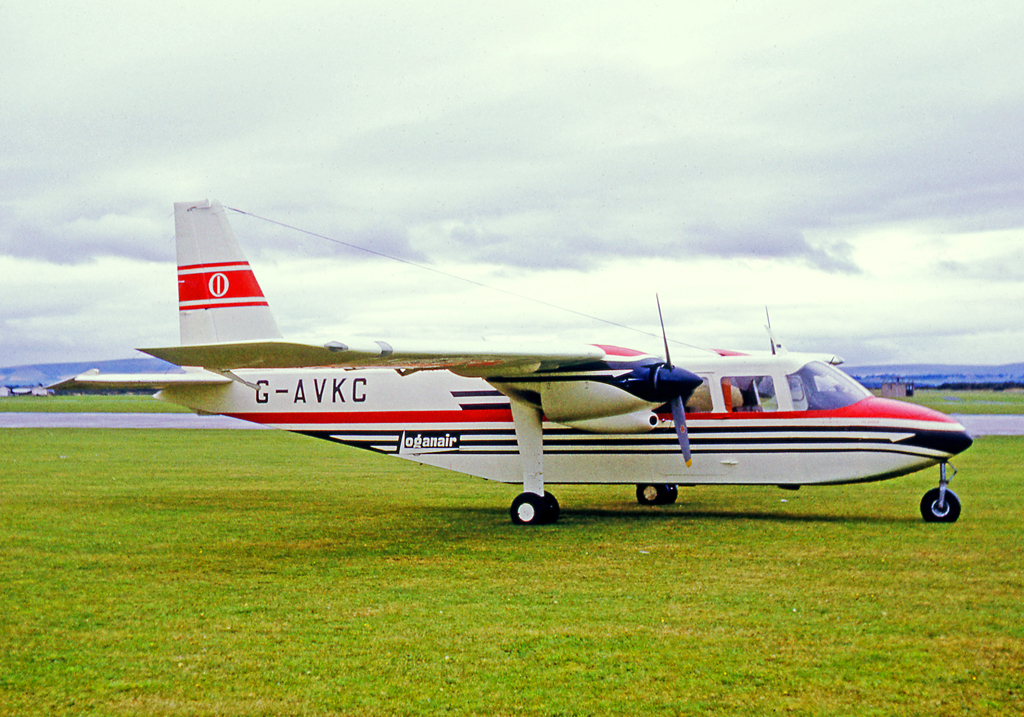
Britten-Norman Islander G-AVKC der Loganair, 1967

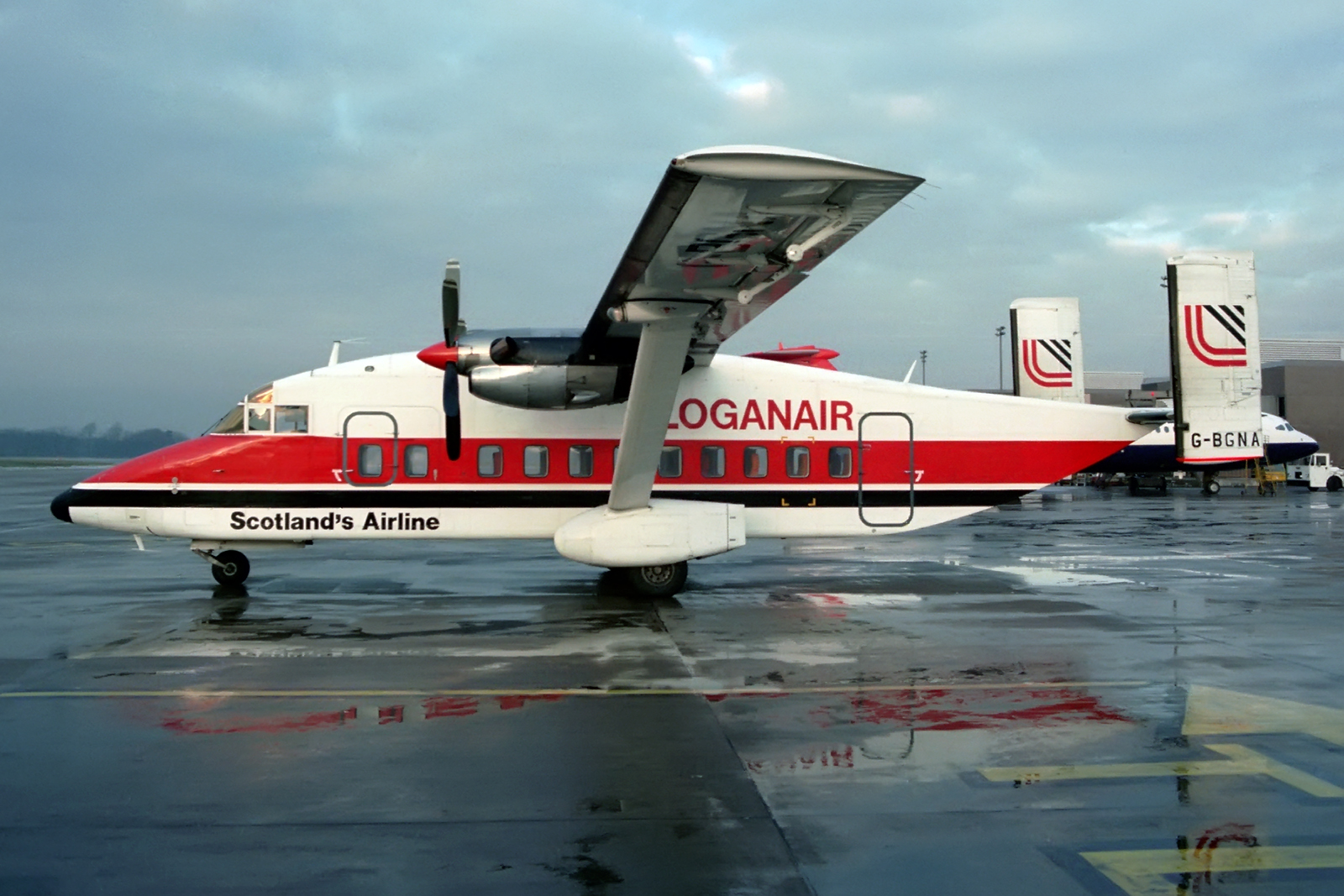
Short 330 G-BGNA der Loganair, 1982

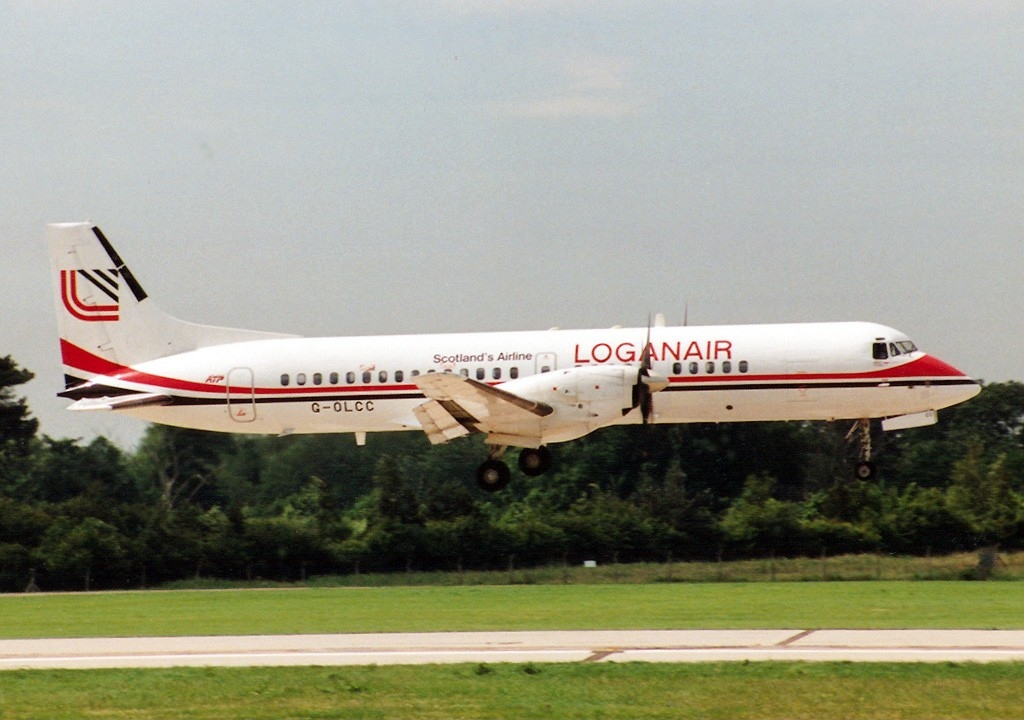
BAe ATP G-OLCC der Loganair, 1991

Loganair ist eine schottische Regionalfluggesellschaft mit Sitz und Hauptbasis in Paisley auf dem Flughafen Glasgow International.

## Geschichte
Loganair wurde 1962 von Duncan Logan als Lufttaxiunternehmen, zum Transport der Arbeiter zu den Baustellen der Duncan Logan Construction Ltd., gegründet. Nach seinem Tod 1966 wurde das Unternehmen durch seine Nachfolger zu einer regulären Fluggesellschaft ausgebaut. Ziel war die Verbindung kleinerer schottischer Orte mit Glasgow: 1967 Orkney-Inseln, 1968 Innere Hebriden und 1969 Shetland-Inseln.
Im Jahr 1983 kaufte die British Midland Bank 75 Prozent der Anteile und übertrug die Leitung der British Midland Airways.
Im Jahr 1994 unterzeichneten Loganair und British Airways ein Codeshareabkommen. Seitdem werden Ziele in den Farben von BA angeflogen. Das Unternehmen wurde zwischenzeitlich von drei Managern zurückgekauft und ist wieder unabhängig. Im Oktober 2008 lief das Franchise-Abkommen mit British Airways aus, im Rahmen eines Codeshareabkommens wird aber weiterhin zusammengearbeitet. Anfang des Jahres 2008 wurde dann ein Franchise-Abkommen mit Flybe abgeschlossen. Loganair fliegt viele Verbindungen zwischen Schottland und England seither in deren Farben.
Im Juli 2011 wurde bekannt gegeben, dass Loganair die schottische Suckling Airways (ehemals: Scot Airways) aufgekauft hat.
Seit 2015 gehört Loganair der Airline Investment Holding der Brüder Peter und Stephen Bond, die auch Flybmi besitzt.
Ende 2016 wurde bekannt gegeben, dass das Franchise-Abkommen mit Flybe zum 31. August 2017 enden und Loganair ab 1. September 2017 wieder unter eigenen Namen fliegen werde.

## Flugziele
Flugziele der Loganair sind schottische Flughäfen wie Edinburgh, Aberdeen und Inverness. Ein dichtes Netz gibt es auf den Orkney-Inseln, wo neben der Hauptstadt Kirkwall auch Gras- und Strandflugplätze angeflogen werden. Darüber hinaus werden die Shetlandinseln, die Inneren und die Äußeren Hebriden sowie Dublin, Derry, Donegal und die Isle of Man bedient. Im Laufe des Jahres 2008 wurden neue Verbindungen von Dundee nach Birmingham und Belfast und von den Shetlandinseln nach Bergen in Norwegen aufgenommen.
Die Flüge nach Düsseldorf und Hannover wurden 2019 beendet.
Loganair bietet den kürzesten planmäßigen Linienflug der Welt zwischen den beiden nordwestlichsten Inseln der Orkney an. Der Flug von Westray zur östlichen Insel Papa Westray (Papay) dauert für gut 1,5 Seemeilen (2,9 km) planmäßig zwei Minuten und wird zwischen den beiden Graspisten mehrmals täglich durchgeführt. Bei gutem Wind schaffte ein Pilot schon den Rekord von nur 56 Sekunden, aber bei den häufigen Orkanen kann die „Reise“ auch bis zu 12 Minuten dauern. Auf der seit 1967 betriebenen Strecke wurde am 31. Oktober  2016 der einmillionste Fluggast begrüßt.

## Flotte

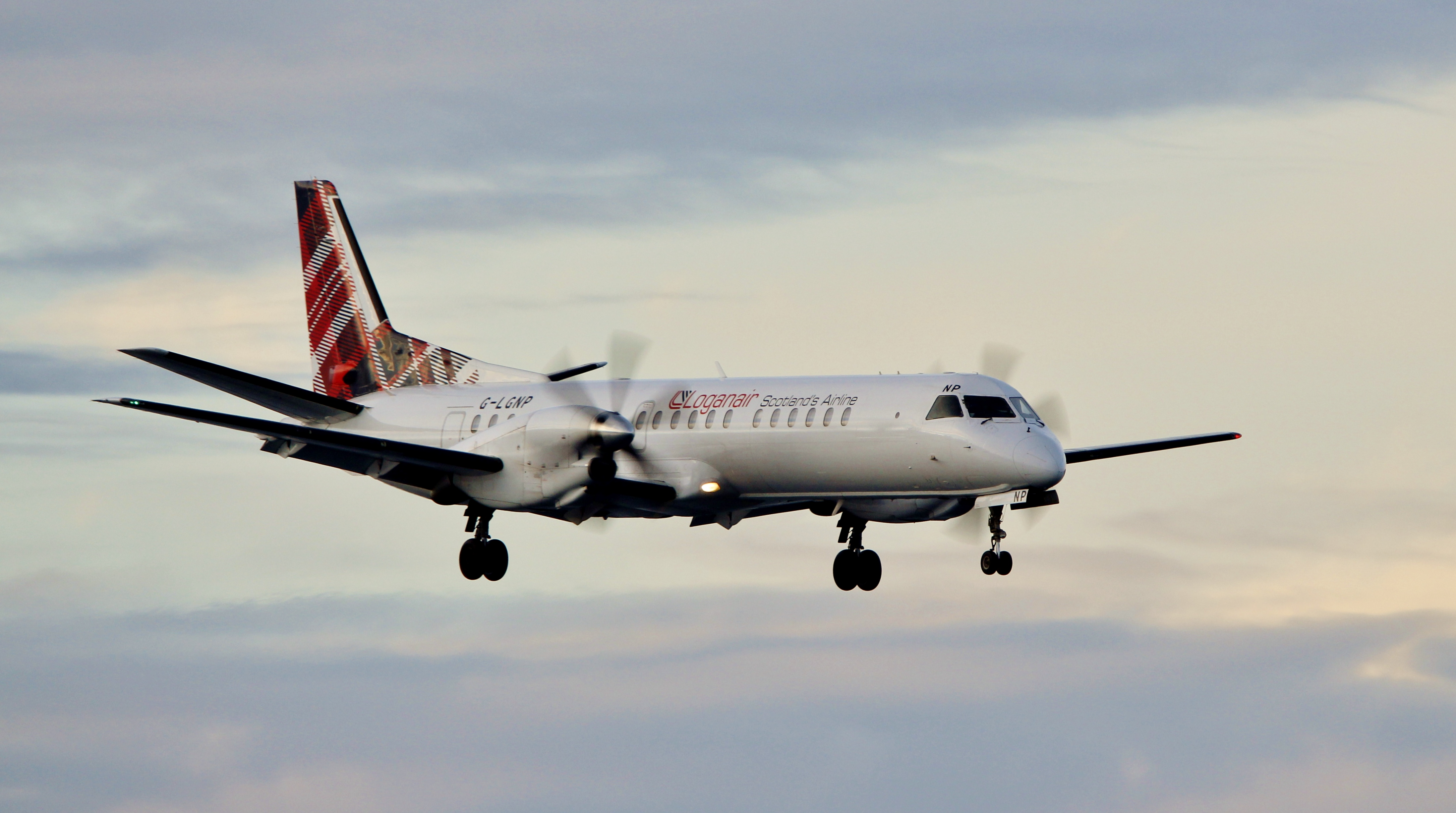
Saab 2000 G-LGNP der Loganair, 2017

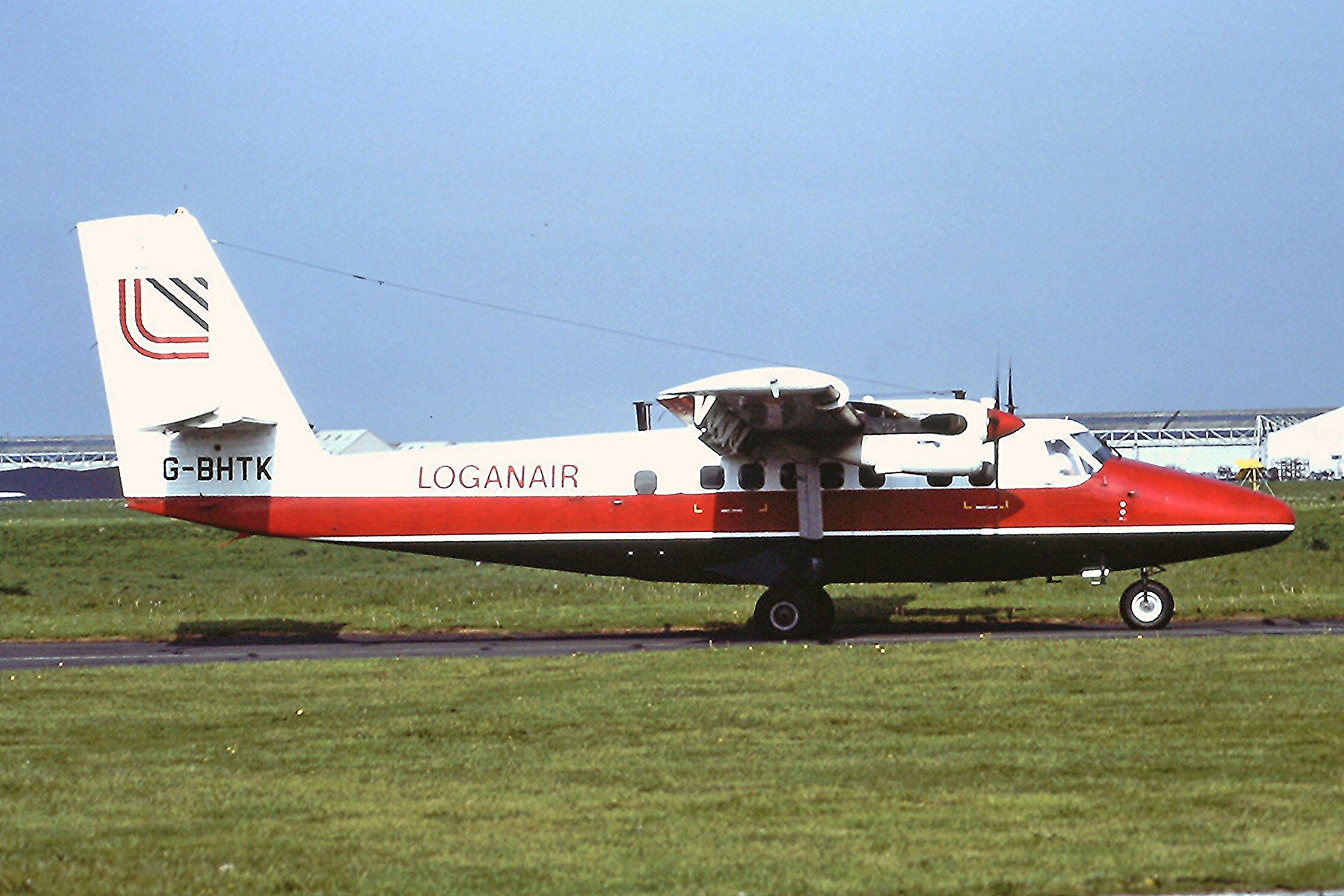
de Havilland Canada DHC-6-310 Twin Otter G-BHTK der Loganair, 1984

### Aktuelle Flotte
Mit Stand Januar 2024 besteht die Flotte der Loganair aus 35 Flugzeugen mit einem Durchschnittsalter von 20 Jahren.
| Flugzeug                                 | Anzahl             | bestellt           | Sitzplätze         | Bemerkungen                             |
| Passagierflugzeuge                       | Passagierflugzeuge | Passagierflugzeuge | Passagierflugzeuge | Passagierflugzeuge                      |
| ---------------------------------------- | ------------------ | ------------------ | ------------------ | --------------------------------------- |
| ATR 42-500                               | 07                 | —                  | 46                 |                                         |
| ATR 72-600                               | 10                 | —                  | 70                 | 2 inaktiv                               |
| Britten-Norman Islander                  | 02                 | —                  | 08                 | Fliegen nur innerhalb der Orkney-Inseln |
| de Havilland Canada DHC-6-310 Twin Otter | 01                 | —                  | 19                 | inaktiv                                 |
| Embraer ERJ 145                          | 13                 | —                  | 49                 | eine inaktiv                            |
| Viking Air DHC-6-400 Twin Otter          | 02                 | —                  | 19                 |                                         |
| Gesamt                                   | 35                 |                    |                    |                                         |

### Aktuelle Sonderbemalungen

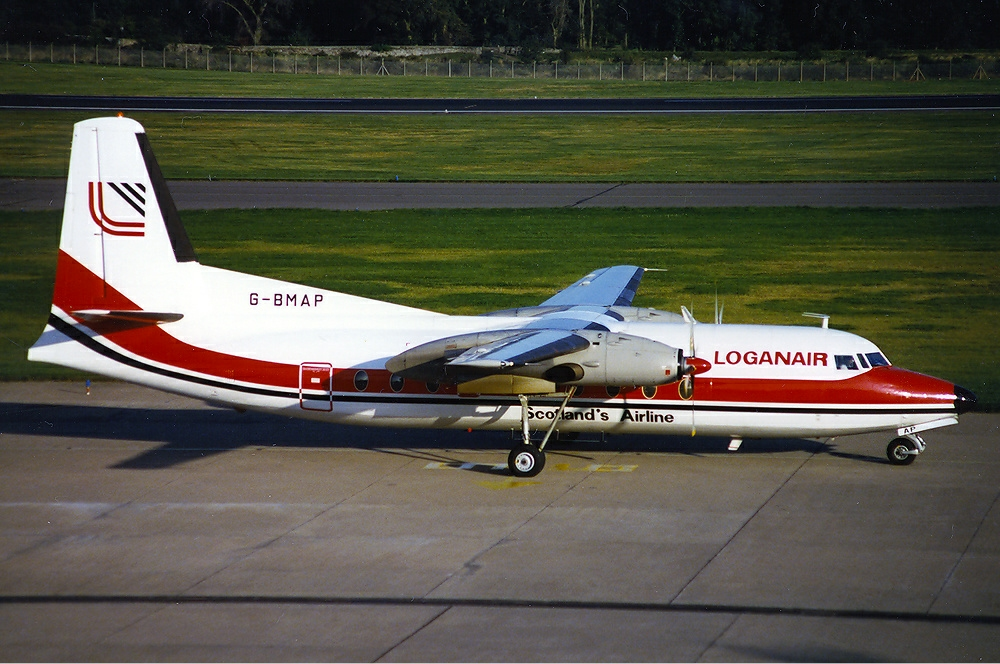
Fokker F-27 G-BMAP der Loganair, 1988

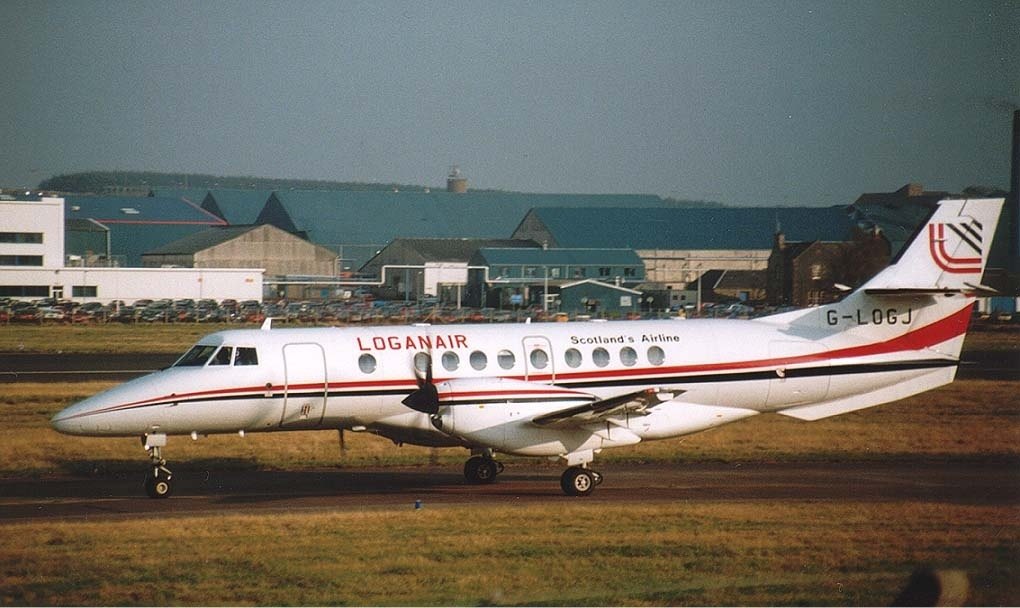
BAe Jetstream 41 G-LOGJ der Loganair, 2017

| Bemalung         | Flugzeugtyp                     | Luftfahrzeugkennzeichen | Zeitraum       | Bild |
| ---------------- | ------------------------------- | ----------------------- | -------------- | ---- |
| Flag of Scotland | Viking Air DHC-6-400 Twin Otter | G-HIAL                  | seit Mai 2015  |      |
| Flag of Scotland | Viking Air DHC-6-400 Twin Otter | G-SGTS                  | seit Mai 2015  |      |
| Pride Jet        | Embraer ERJ 145                 | G-SAJE                  | seit Juni 2023 |      |

### Ehemalige Flugzeugtypen
Zuvor setzte Loganair auch folgende Flugzeugtypen ein:
- BAC 1-11
- BAe 146
- BAe ATP
- Embraer ERJ 135
- BAe Jetstream 31
- BAe Jetstream 41
- de Havilland Canada DHC-7
- Dornier 328
- Embraer EMB 110
- Fokker F-27
- Saab 340AF
- Saab 340BF
- Saab 340B
- Saab 2000
- Short Skyvan
- Short 330
- Short 360
- Vickers Viscount

## Zwischenfälle
Von 1962 bis Februar 2020 kam es bei Loganair zu 7 Totalschäden von Flugzeugen. Bei 4 davon kamen 6 Menschen ums Leben. Vollständige Liste:
- Am 15. Mai 1979 wurde eine Britten-Norman BN-2A Trislander Mk III-1 der Loganair (Luftfahrzeugkennzeichen G-BCYC) auf dem Flughafen Aberdeen (Schottland) aus unbekannten Gründen irreparabel beschädigt. Es gab keine Personenschäden. Das Wrack der Maschine wurde von Aurigny Air Services übernommen, einem anderen Betreiber des Typs Trislander.[12]

- Am 1. Juni 1984 setzte eine Britten-Norman BN-2A-26 Islander der Loganair (G-BDVW) beim Landeversuch auf dem Flugplatz Sanday (Orkney-Inseln, Schottland) 140 Meter vor der Bahn auf und kollidierte beim folgenden Durchstartversuch mit Stacheldraht, einem kleinen Kiesweiher und einem Graben, wobei die Maschine irreparabel beschädigt wurde. Sie kam vom nur 11 Kilometer entfernten Flugplatz Stronsay. Als Unfallursachen wurden die Fortsetzung des Sichtflugs bei einer Wolkenhöhe von nur 60 bis 90 Meter sowie die relative Unerfahrenheit des Piloten festgestellt. Alle 8 Insassen, der Pilot und 7 Passagiere, überlebten den Unfall.[13]

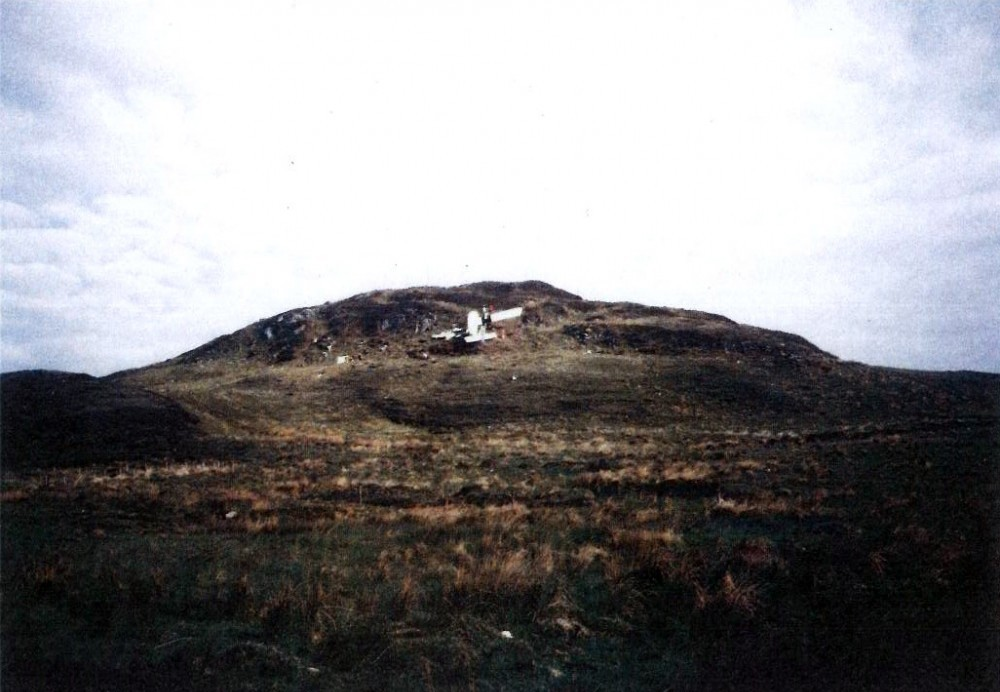
Die 1986 in einen Hügel geflogene DHC-6 G-BGPC der Loganair

- Am 12. Juni 1986 wurde eine de Havilland Canada DHC-6-300 Twin Otter der Loganair (G-BGPC) im Anflug auf den Flughafen Islay (Innere Hebriden, Schottland) 6,8 Kilometer südöstlich vom Ziel ins Gelände geflogen. Trotz einer angewiesenen Höhe von 1100 Metern (3600 Fuß) flogen die Piloten in Nebel und Nieselregen nach Sicht weiter, bis sie in einer Höhe von 109 Metern in einen kleinen Hügel krachten. Bei diesem CFIT (Controlled flight into terrain) wurde einer der beiden Piloten getötet; die anderen 15 Insassen, davon 14 Passagiere, überlebten.[14]

- Am 19. Mai 1996 stürzte eine Britten-Norman BN-2A-26 Islander der Loganair (G-BEDZ) beim zweiten Anflugversuch auf den Flughafen Lerwick/Tingwall (Schottland) 1500 Meter vor der Landebahn ab. Bei der Kurve in den Endanflug flog der Pilot die Maschine in eine Rechtskurve mit 70° Schräglage und etwa 20° Längsneigung. Dabei kollidierte das Flugzeug bei einer um das Zweifache überhöhten Geschwindigkeit mit dem Gelände. Der Pilot kam dabei ums Leben, die beiden Passagiere überlebten.[15]

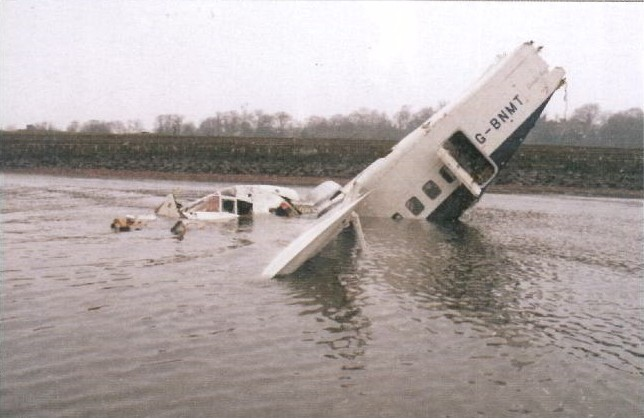
Die im Februar 2001 verunglückte Short 360 G-BNMT der Loganair

- Am 27. Februar 2001 kam es bei einer Short 360 der Loganair (G-BNMT) kurz nach dem Start vom Flughafen Edinburgh (Schottland) zu einem doppelten Triebwerksausfall. Die Piloten versuchten, im nahen Firth of Forth eine Notwasserung durchzuführen, wobei das Flugzeug zerbrach. Mit der Maschine sollte im Auftrag der Royal Mail Post und Fracht nach Belfast geflogen werden. Ursächlich für das Unglück war Schnee in den Triebwerkseinläufen, der sich während der Bodenzeit angesammelt hatte, sich wenige Sekunden nach dem Einschalten der Triebwerksenteisung löste und die Luftzufuhr nahezu vollständig blockierte. Beide Piloten, die einzigen Insassen, kamen ums Leben (siehe auch Loganair-Flug 670A).[16]

- Am 15. März 2005 wurde eine Britten-Norman BN-2B-26 Islander der Loganair (G-BOMG) im Anflug auf den Flughafen Campbeltown (Schottland) bei schlechtem Wetter unter die vorgeschriebene Mindestsinkflughöhe geflogen. Die Maschine zerbrach beim Aufprall und versank 14 Kilometer westnordwestlich des Zielflugplatzes im Meer. Beide Insassen, der Pilot und der Passagier, wurden getötet. Beitragende Faktoren zu diesem CFIT (Controlled flight into terrain) waren Übermüdung, fehlende fliegerische Übung während der vorherigen 32 Tage und Überlastung des einzigen Piloten an Bord.[17]

- Am 2. Januar 2015 gelang es den Piloten einer Saab 340B der Loganair (G-LGNL) beim Start auf dem Flughafen Stornoway (Äußere Hebriden, Schottland) nicht, das Flugzeug bei starkem Seitenwind auf der Bahn zu halten. Auch nachdem die Maschine schon die Startbahn verlassen hatte und über Gras und eine geschlossene Bahn raste, ließ der Kapitän die Schubhebel auf Vollgas stehen und zog sie erst zurück, nachdem bereits das Bugfahrwerk zusammengebrochen war. Die 29 Insassen, 3 Besatzungsmitglieder und 26 Passagiere, überlebten den Totalschaden der Maschine.[18]